# Eaton Square

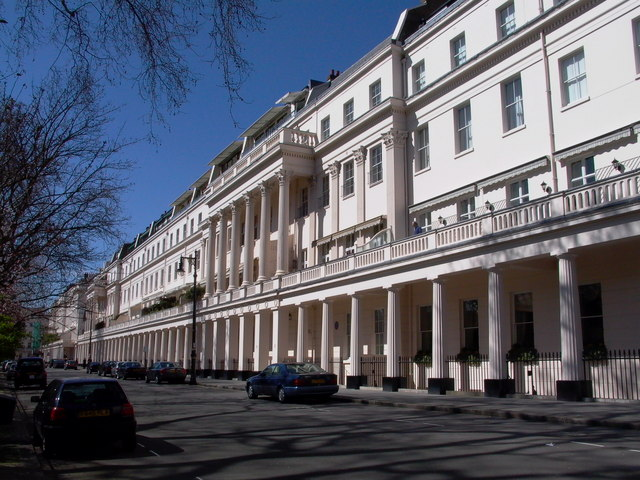
Casas en el lado norte de Eaton Square.

Eaton Square es una plaza ajardinada situada en el barrio de Belgravia de Londres, Reino Unido. Es una de las tres plazas ajardinadas construidas por la familia Grosvenor cuando urbanizaron la mayor parte de Belgravia en el siglo XIX, y debe su nombre al Eaton Hall, la country house de los Grosvernor en Cheshire. Eaton Square es más grande pero menos imponente que la plaza central del barrio, Belgrave Square, y estas dos son más grandes e imponentes que Chester Square. La primera manzana de la plaza fue urbanizada por Thomas Cubitt a partir de 1827. En 2016 fue designado como el «lugar más caro para comprar vivienda en Gran Bretaña» según un estudio del Lloyds Bank, con un precio medio de 17 millones de libras.

## Historia y descripción

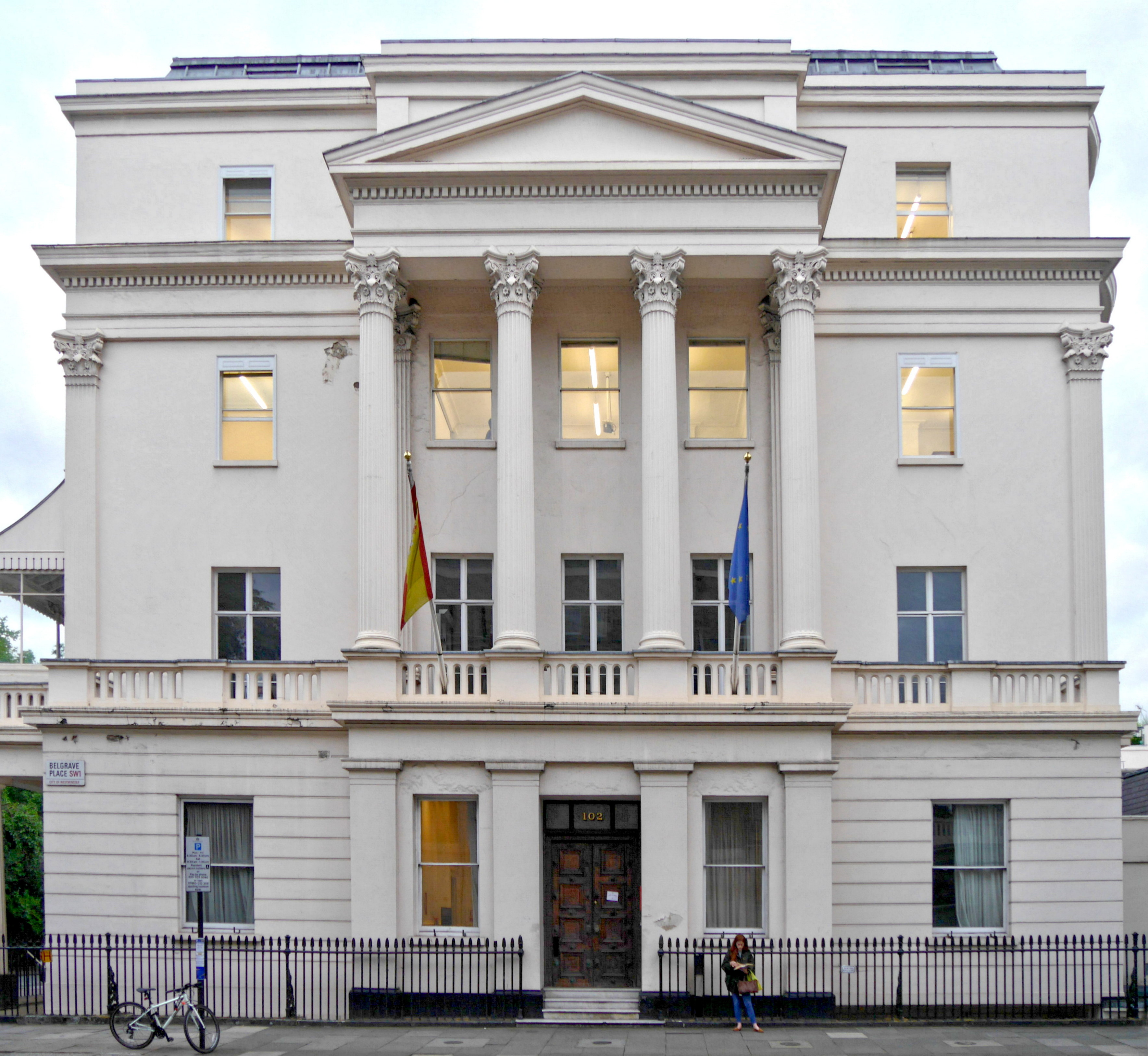
102 Eaton Square.

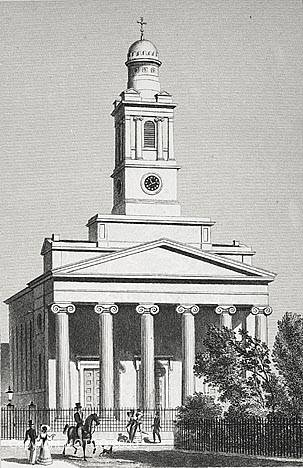
La Iglesia de San Pedro en Eaton Square.

Las casas de Eaton Square son grandes edificios predominantemente de tres ventanas de anchura, unidos en terraces en estilo clásico, con cuatro o cinco plantas principales, además de un ático y un sótano y una mews house detrás. La plaza es una de las más grandes de Londres y está dividida en seis compartimentos por el tramo final de Kings Road (al noreste de Sloane Square), una calle importante con mucho tráfico, que recorre su eje largo, y dos calles más pequeñas que la cruzan perpendicularmente. La mayor parte de las casas están revestidas con estuco blanco, pero algunas están revestidas con ladrillos. En el extremo este de la plaza está la gran Iglesia de San Pedro, perteneciente a la Iglesia de Inglaterra, de estilo clásico, que tiene un pórtico jónico de seis columnas y una torre del reloj. Fue diseñada por Henry Hakewill y construida entre 1824 y 1827, durante la primera urbanización de Eaton Square. Entre 1940 y 1944 el gobierno belga en el exilio tuvo su sede en Eaton Square.
Antes de la Segunda Guerra Mundial, Eaton Square era sin duda una zona de clase alta, pero no tenía el mismo esplendor que las direcciones más lujosas de Londres situadas en Mayfair y Belgravia, como Belgrave Square, Grosvenor Square, St. James Square o Park Lane. Sin embargo, tras la Segunda Guerra Mundial, cuando estos lugares fueron convertidos a uso principalmente comercial e institucional, Eaton Square siguió siendo casi completamente residencial y subió a la primera fila de direcciones lujosas. Algunas de las casas siguen sin dividir, pero el Grosvenor Estate ha convertido en pisos y maisonettes buena parte de la plaza. Estas conversiones a veces atraviesan más de una de las casas originales y habitualmente cuestan varios millones de libras. El aspecto exterior de la plaza se conserva tal y como era cuando se construyó, sin edificios modernos intrusivos. La mayor parte de los freeholds, pero no todos, pertenecen todavía al Grosvenor Group, y el actual duque de Westminster tiene su propia casa de Londres en la plaza (una muestra de las migraciones de la élite londinense mencionadas anteriormente, dado que hasta la década de 1920 sus predecesores vivían en una mansión en Park Lane en la ubicación del actual Grosvenor House Hotel).

## En la cultura popular
Eaton Square es el lugar de residencia del príncipe Amerigo y su esposa, Maggie Verver, en la última novela importante completa de Henry James, La copa dorada. En la pieza de periódico original que se expandió en la ópera Trial by Jury de Gilbert and Sullivan, el juez invita al resto del elenco a su casa en el «quinientos once de Eaton Square» para el desayuno nupcial. En la última novela de Angela Carter, Wise Children, Eaton Square es visitada por Peregrine Hazard después de volver en taxi de la playa. En la novela The Bertrams de Anthony Trollope, Sir Henry Harcourt y su infeliz novia Lady Harcourt (Caroline Waddington) viven en una casa en Eaton Square tras su matrimonio. En la novela La carrera hacia el poder de Jeffrey Archer, uno de los protagonistas, Charles Gurney Seymour, futuro ministro del gabinete e hijo del conde de Bridgwater, vive en Eaton Square junto con su esposa Lady Fiona, hija del duque de Falkirk. También fue el lugar de residencia del detective de ficción Paul Temple, en el número 26A, mientras que la familia Bellamy de Upstairs, Downstairs vivía en el número 165 de la cercana Eaton Place. En la serie Downton Abbey, Lady Rosamund Painswick, hermana de Robert Crawley, conde de Grantham, tiene una casa en Eaton Square.

## Residentes notables
- N.º 1: Lord Boothby, parlamentario y analista político[3]
- N.º 2: Diana Mitford[4]
- N.º 7: Sean Connery, actor[5]
- N.º 36: Ruth Roche, baronesa Fermoy, confidente durante mucho tiempo de la Reina Isabel y abuela materna de Diana, princesa de Gales[6]
- N.º 37: Neville Chamberlain, primer ministro británico[7]
- N.º 37: Joachim von Ribbentrop, embajador alemán en Londres.
- N.º 39: Lady Aline Caroline Cholmondeley, hija de George Cholmondeley, quinto marqués de Cholmondeley y Sybil Cholmondeley, marquesa de Cholmondeley. Murió el 30 de junio de 2015 con 98 años de edad.[8]
- N.º 42: Peter Thorneycroft, Canciller de la Hacienda británico
- N.º 44: Klemens von Metternich, estadista austriaco[9]
- N.º 45: George Tryon, almirante británico que murió en el hundimiento del HMS Victoria en 1893
- N.º 54: Vivien Leigh, actriz galardonada con un Óscar; Luise Rainer, actriz galardonada con un Óscar[10]
- N.º 68: Barry Gibb, Bee Gees, 1970
- N.º 72: Sir Robert Helpmann, actor, bailarín y coreógrafo, recordado por su papel en la película Chitty Chitty Bang Bang.
- N.º 75: Rex Harrison, actor galardonado con un Oscar
- N.º 80: George Peabody, banquero y filántropo estadounidense[11]
- N.º 82: La reina Guillermina de los Países Bajos en 1940.[12]
- N.º 86: Lord Halifax, Secretario de Estado para Relaciones Exteriores británico[13]
- N.º 93: Stanley Baldwin, primer ministro británico[14]
- N.º 97: Sir Francis Scott Bt y Lady Scott of Great Barr
- N.º 99: Sir John West, almirante
- N.º 100: Hugh Grosvenor, séptimo duque de Westminster, propietario de la mayor parte de la plaza y del barrio que la rodea
- N.º 112: Sir Henry Codrington, almirante;[15] Leo Amery, político y ministro en el gabinete de guerra de Churchill; y su hijo Julian Amery, barón Amery de Lustleigh, parlamentario conservador.
- N.º 114: Harry Stuart Goodhart-Rendell, arquitecto
- N.º 106: La Embajada de Bolivia
- N.º 115: Sir George Seymour, almirante[16]
- N.º 118: Sir William Corry
- N.º 57 Lower Belgrave Street (esquina de Eaton Square): Roman Abramovich, multimillonario ruso y propietario principal del Chelsea Football Club[17]
- George Soros, gerente de fondos húngaro.[18]
- Catalina de Grecia
- Alfred Robens, barón Robens de Woldingham, político y presidente del National Coal Board
- Sir James Monro, comisario de la Policía Metropolitana de Londres
- Ernest Aldrich Simpson desde 1958
- Sarah, duquesa de York, desde 2014